# Рамесуан
Рамесуан (тайск. สมเด็จพระราเมศวร) (1339—1395) — король Аютии, исторического государства на территории современного Таиланда, правивший два раза — в 1369—1370 и с 1388 до своей смерти в 1395 году. Между его правлениями на престоле находились король Бороморача I, отстранивший Рамесуана от власти, и его сын-подросток, свергнутый Рамесуаном через неделю правления и затем казнённый.

## Биография
Был сыном короля Раматхибоди I. Отстранённый от власти после года правления, уехал в Лопбури, где занимал пост, аналогичный губернаторскому, и, возможно, накапливал силы для реванша. Во время своего второго правления нашёл взаимопонимание с Сукхотаи, с которым Боромарача I воевал. Умирая, оставил трон своему сыну Рамараче, но тот вскоре был убит:236–237. Ряд источников упоминают о его конфликтах с Ланнатай и Ангкором (1393). В 1390 году он, по данным аютийских хроник, взял Чиангмай и захватил там большое количество пленных, которых расселил в Аютии. Военные победы этого короля не отмечены в зарубежных хрониках его времени.

## Внешняя политика
Рамесуан активно вёл внешнюю дипломатию и торговые связи с дальними странами. Установил дипломатические отношения с Тюдзан и Чосон. В 1393 году отправил посольство к вану Чосон Тхэджо (1392 - 1398).